# バルカンヘビガタトカゲ
バルカンヘビガタトカゲ（学名：Ophisaurus apodus）は、アシナシトカゲ科アシナシトカゲ属（Pseudopus 属に分類する説もあり）に分類されるトカゲ。別名はヨーロッパアシナシトカゲ、ヨーロッパヘビトカゲ。

## 分布
バルカン半島からカスピ海までの西アジア

## 形態
最大全長120cmでアシナシトカゲ科最大種。ヘビガタトカゲの名前の通り四肢は退化し、後肢の痕跡が総排泄孔付近に見られるのみとなっている。しかし瞼や耳孔があることや尾を自切することでヘビとは区別できる。体の下側の鱗がひだ状に折り畳まれており、獲物を食べた際には膨らんで伸びるようになっている。

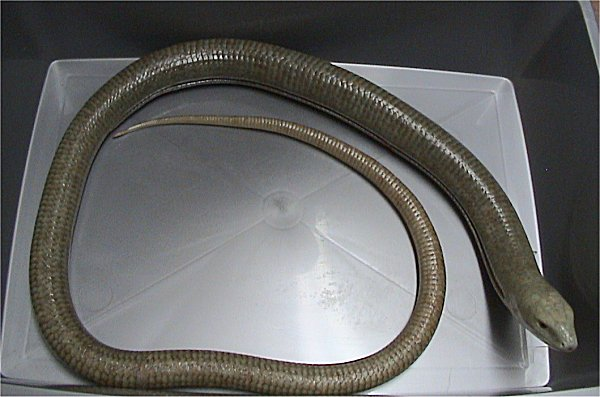
全身
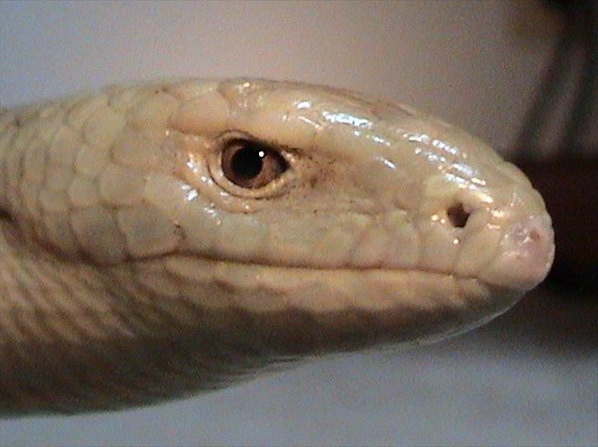
頭部
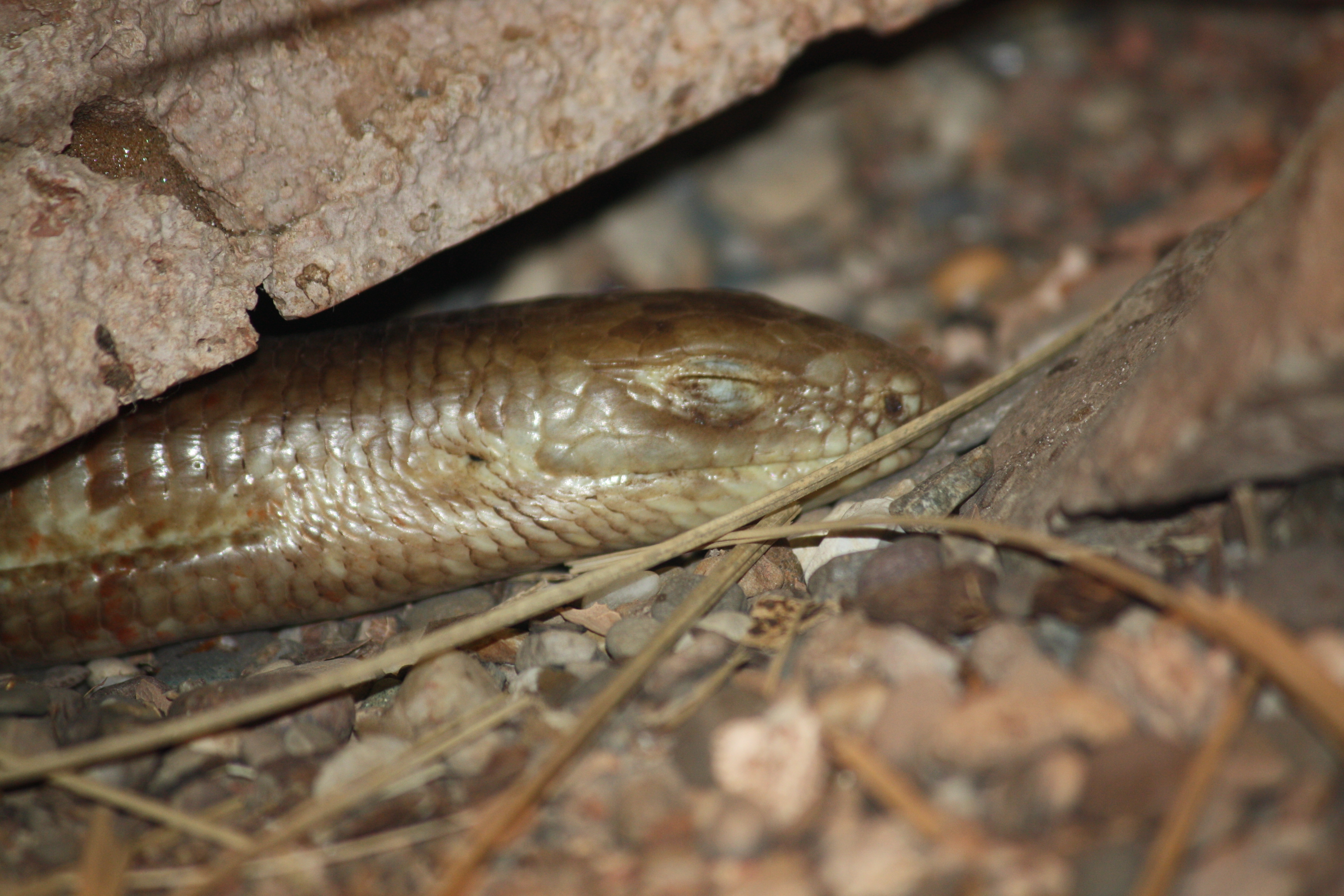
まぶた、外耳をもつ
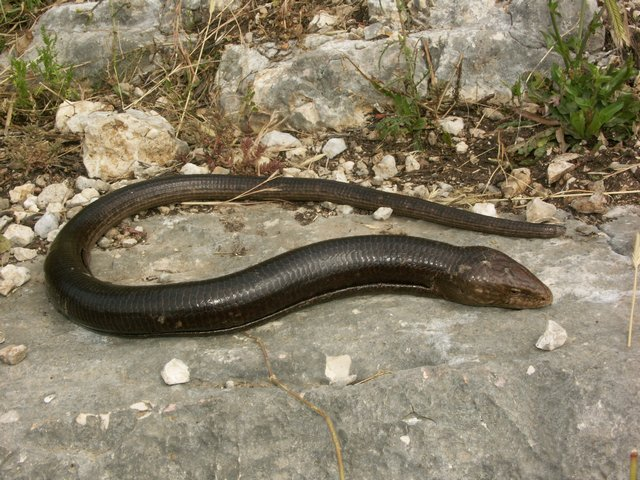
Pseudopus apodus
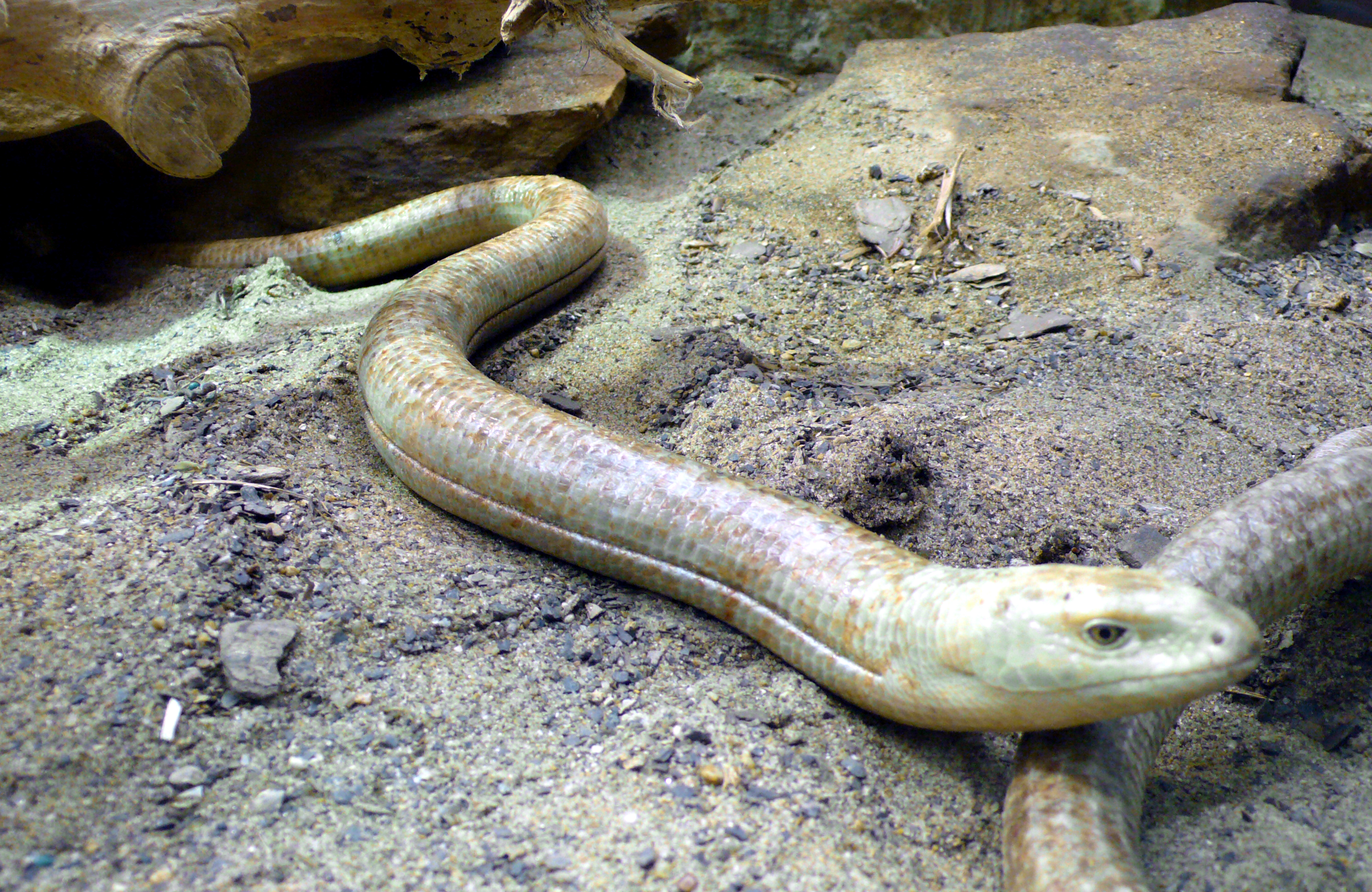
Ophisaurus apodus

## 生態
乾燥した草原や森林、岩場、耕作地等に生息する。外敵に襲われると尾を自切して逃げる。
食性は動物食で昆虫類、節足動物、陸棲の貝類、ミミズ、カエル、鳥類の卵や雛、小型哺乳類等を食べる。
繁殖形態は卵生で、1回に6-10個の卵を湿った地面に産む。

## 人間との関係
本種はペットとして飼育されることもあり、流通量が多いわけではないが日本にも輸入されている。寿命は長く、50年以上の飼育記録がある。
丈夫で食性の幅が広く飼育しやすいとされるが、ヘビに比べると体が固いため大型のケージが必要になる。
また不活発そうな外見とは裏腹に尻尾で体を支えて垂直に立ち上がり、長い体を活かしてかなりの段差も乗り越えるため頑丈な蓋も必須である。